# دوست یک گنج است
دوست یک گنج است (ایتالیایی: Chi trova un amico, trova un tesoro) فیلمی در ژانر کمدی، اکشن و ماجراجویی به کارگردانی سرجو کوربوچی است که در سال ۱۹۸۱ منتشر شد. از بازیگران آن می‌توان به ترنس هیل، باد اسپنسر و تام تالی اشاره کرد.

## خلاصه داستان
در یک جزیره کوچک، «آلن» و «چارلی» تلاش می‌کنند گنجینه‌ای را که توسط ارتش ژاپن در جنگ جهانی دوم رها شده پیدا کنند…